# Баумгартнер, Жольт
Жольт Баумга́ртнер (венг. Zsolt Baumgartner) — венгерский автогонщик, единственный представитель Венгрии в Формуле-1. Дебютировал в команде Джордан в сезоне 2003 года. В 2004 году перешёл в команду Минарди, где на Гран-при США набрал единственное очко в личном зачёте.

## Результаты выступлений в Формуле-1
| Легенда к таблице |                                                                    |
| --- | ------------------------------------------------------------------ |
| В таблице перечислены результаты всех Гран-при Формулы-1, в которых принимал участие гонщик. Строками таблицы являются сезоны, столбцами — этапы чемпионата мира. В каждой клетке указаны сокращённое название этапа и результат, дополнительно обозначенный цветом. Расшифровка обозначений и цветов представлена в нижеследующей таблице. |                                                                    |
| \| Пример \| Описание \| \| ------------ \| ------------------------------------------------------------------ \| \| 1 \| Победитель \| \| 2 \| Второе место \| \| 3 \| Третье место \| \| 5 \| Финишировал, заработав очки \| \| Сход \| Не финишировал, но при этом заработал очки \| \| 12 \| Финишировал, не получив очков \| \| НКЛ \| Финишировал, но не попал в финальную классификацию \| \| 15 \| Участвовал вне зачёта, либо по отдельной классификации \| \| 18 \| Не финишировал, но попал в финальную классификацию \| \| Сход \| Не финишировал \| \| НКВ \| Не прошёл квалификацию \| \| НПКВ \| Не прошёл предквалификацию \| \| ДСК \| Дисквалифицирован \| \| ИСК \| Исключён из протокола соревнований \| \| ТТ \| Заявлен для участия только в тренировках \| \| НС \| Участвовал в квалификации, но не стартовал в гонке \| \| Т \| Травмирован или болен \| \| ОТК \| Отказ от участия \| \| НТР \| Прибыл на соревнования, но на трассу не выезжал \| \| НПР \| Был заявлен в числе участников, но не прибыл к началу соревнований \| \| О \| Соревнования отменены \| \| \| Не участвовал \| \| Поул-позиция \| \| \| Быстрый круг \| \| |                                                                    |
| Пример | Описание                                                           |
| 1 | Победитель                                                         |
| 2 | Второе место                                                       |
| 3 | Третье место                                                       |
| 5 | Финишировал, заработав очки                                        |
| Сход | Не финишировал, но при этом заработал очки                         |
| 12 | Финишировал, не получив очков                                      |
| НКЛ | Финишировал, но не попал в финальную классификацию                 |
| 15 | Участвовал вне зачёта, либо по отдельной классификации             |
| 18 | Не финишировал, но попал в финальную классификацию                 |
| Сход | Не финишировал                                                     |
| НКВ | Не прошёл квалификацию                                             |
| НПКВ | Не прошёл предквалификацию                                         |
| ДСК | Дисквалифицирован                                                  |
| ИСК | Исключён из протокола соревнований                                 |
| ТТ | Заявлен для участия только в тренировках                           |
| НС | Участвовал в квалификации, но не стартовал в гонке                 |
| Т | Травмирован или болен                                              |
| ОТК | Отказ от участия                                                   |
| НТР | Прибыл на соревнования, но на трассу не выезжал                    |
| НПР | Был заявлен в числе участников, но не прибыл к началу соревнований |
| О | Соревнования отменены                                              |
| | Не участвовал                                                      |
| Поул-позиция |                                                                    |
| Быстрый круг |                                                                    |

| Сезон | Команда          | Шасси         | Двигатель    | Ш | 1        | 2      | 3        | 4      | 5        | 6     | 7      | 8      | 9     | 10       | 11       | 12       | 13       | 14       | 15     | 16     | 17       | 18     | Место | Очки |
| ----- | ---------------- | ------------- | ------------ | - | -------- | ------ | -------- | ------ | -------- | ----- | ------ | ------ | ----- | -------- | -------- | -------- | -------- | -------- | ------ | ------ | -------- | ------ | ----- | ---- |
| 2003  | Jordan Ford      | Jordan EJ13   | Ford V10     | B | АВС      | МАЛ    | БРА      | САН    | ИСП      | АВТ   | МОН    | КАН    | ЕВР   | ФРА      | ВЕЛ      | ГЕР тест | ВЕН Сход | ИТА 11   | США    | ЯПО    |          |        | 24    | 0    |
| 2004  | Minardi Cosworth | Minardi PS04B | Cosworth V10 | B | АВС Сход | МАЛ 16 | БАХ Сход | САН 15 | ИСП Сход | МОН 9 | ЕВР 15 | КАН 10 | США 8 | ФРА Сход | ВЕЛ Сход | ГЕР 16   | ВЕН 15   | БЕЛ Сход | ИТА 15 | КИТ 16 | ЯПО Сход | БРА 16 | 20    | 1    |